# 橋本由香利
橋本由香利（4月4日—），日本女性音樂家、作詞家、作曲家、編曲家、鍵盤手。出身於東京都。VERYGOO所屬。

## 來歷
1992年8月，與赤柴亞矢子（主唱）第一次組成雙人音樂組合「marigold leaf」。從此以後，一直到解散前不斷出過多張音樂合輯。
1999年11月，又與另一位主唱坂本和賀子組成雙人音樂組合「maybelle」，發表1張迷你專輯和唱片之後，再度出過多張音樂合輯。即使現在已經停止相關音樂活動，但是2人並沒有宣布解散。仍以一人樂團「marianne Amplifier」的名義繼續從事音樂活動。
自成立雙人音樂組合以來，主要從事合成器創作歌謠曲或流行音樂為中心，一方面也出席共同演奏的活動。並擔任過作詞、作曲、編曲等參加許多電視動畫、電子遊戲相關及提供歌曲給配音員。

## 影響
從Les Disques Du Crépuscule廠牌出版的音樂開始，橋本個人特別喜歡1980年代到1990年代歐洲當時大型廠牌的獨立音樂。在AKIBA總研接受的採訪中，橋本說自身的音樂製作受到新原音樂派（New Acoustic）的影響最深。還有，橋本是從《百合熊風暴》的劇伴製作資料集中知道Haywyre這位電子音樂人之後，增加了個人對電子音樂的嗜好，這一點她在前述的採訪中有提到。

## 個人歌曲

### marigold leaf
- 單曲
  - marigold leaf（1996年，HAMMER LABEL H-508）
- 合輯
  - THE BIRTH OF THE TRUE II（1993年8月6日， STAP-0314）
    - M-4.I wonder "WHY"? but fall in love，M-11.Drive

  - Studio Lab.FLOCKS（2002年2月27日，HAMMER LABEL NNCH-40001）
    - M-13.BITTER LOVE

  - ORDINARY MUSIC（2009年9月23日，Vivid Sound（日语：VIVID SOUND） VSCD3392／HAMMER LABEL H512）
    - M-8.if you wish

### Maybelle
- 單曲
  - （2002年6月6日，Coa Records COAR-0015）
    - 1. ／2. Leaf／3.
- 迷你專輯
  - （2000年12月14日，Coa Records COAR-0007）
    - 1. ／2. ／3. Seashell／4. Last Snow／5.Have a kitten 6.Planet of green
- 卡式錄音帶
  - marsh-marrigold e.p.（2000年4月22日）
- 合輯
  - mo-rough（2001年4月20日，Coa Records COAR-0008）
    - M-13.maybe true, maybe lie？

  - killermont street 2001（2001年9月25日，LD&K 37-LDKCD）
    - M-7.

  - my charm ornament #6「voyage a la mode」（2003年10月1日，my charm ornament／abcdefg*records MCO-2）
    - M-x.

  -  -Vol.1 headstart for happiness（2007年12月22日，TKO new music corporation TKOK-0001）
    - M-19.（Demo Version）

## 樂曲提供

### 配音員、歌手
淺野真澄
- （作曲、編曲）

Aice5
- 「Love Power（日语：Love Power）」（作曲、編曲）
- 「Smile（日语：Love Power）」（作詞、作曲、編曲）
- 「Brand new day（日语：Brand new day (Aice5の曲)）」（作詞、作曲、編曲）
- 「Eternity（日语：Brand new day (Aice5の曲)）」（作詞、作曲、編曲）
- （作詞、作曲、編曲）
- 「Prologue of Aice5（日语：Love Power）」（作曲、編曲）
- 「Epilogue of Aice5（日语：Love Power）」（作曲、編曲）

- （編曲）
- 「Hero」（編曲）

石田壹成
- （編曲）

今井麻美
- （作曲、編曲）
- （作曲、編曲）

上坂堇
- 「Inner Urge」（編曲）

UYAMUYA
- 「日常☆CRASHER」（作曲、編曲）

大石惠
- 「Be my baby」（作詞、作曲）

川澄綾子
- 「Aperitif」（作曲、編曲）

清龍人
- （編曲、Keyboard）

清龍人24Z
- 「Mr.PLAY BOY…♡」（編曲）
- 「The♡Birthday♡Surprise」（編曲）
- 「♪」（編曲）
- 「25♡」（編曲）
- （編曲）

四葉草
- （作曲、編曲）
- （編曲）
- （作曲・編曲）
- （編曲）
- 「Miracle Episode 1（日语：Miracle Episode 1）」（作曲、編曲）
- 「Love Potion No.7（日语：4HOPES）」（作曲、編曲）
- 「Love Chain（日语：4HOPES）」（編曲）

小清水亞美
- 「Rise」（作詞、作曲、編曲）

小柳由紀
- 「a love song」（編曲）

筱原友惠
- 「THE BEST OF MINE」（作詞、作曲、編曲）

清水愛
- （作曲、編曲）
- （作曲、編曲）
- （作曲、編曲）
- （作曲、編曲）

新谷良子
- （作曲、編曲）

StylipS
- （作曲、編曲）

Stardust Promotion相關
- 桃色幸運草Z
  - 「PUSH」（編曲）
  - 「My Dear Fellow」（編曲）
  - 「Moon Revenge」（編曲）
  - （編曲）
  - （作詞、作曲）

- ROCK A JAPONICA（日语：ロッカジャポニカ）
  - （作曲[注 1]、編曲）

Sphere
- 「PRINCESS CODE」（作曲、編曲）

外間隆史
- 「arc ～方舟～ (Instrumental)」（編曲）
- （編曲）
- 「 (Instrumental)」（編曲）
- 「PASADENA ～the sleeping trees～」（編曲）

田所梓
- （作曲、編曲）

田村由香里
- （作曲、編曲）
- 「Spiritual Garden|Cutie♡Cutie」（作曲、編曲）
- 「Princess Rose」（作曲、編曲）
- 「Spring fever（日语：琥珀の詩、ひとひら）」（作曲、編曲、吉他）
- 「Overture ～bloom～（日语：銀の旋律、記憶の水音。）」（作曲、編曲）
- （作曲、編曲）
- （編曲）

TETSU69
- 「empty tears（日语：Suite November）」（編曲[注 2]）

鳳山雅姬
- 「 -late shore mix-」（編曲）

9nine
- （作曲、編曲）

南條愛乃
-  (作曲、編曲)

野川櫻
- （作曲、編曲）
- 「Girl's☆Pleasure（日语：風色恋譜）」（編曲）

野中藍
- （作曲、編曲）
- （作曲、編曲）
- 「CACAO85（日语：ナミダノキセキ）」（作曲、編曲）
- 「Maybe？（日语：ナミダノキセキ）」（作曲、編曲）
- 「{{lang|ja|チェリッシュ（日语：サプリメント (アルバム)）」（作曲、編曲）

原由實
- 「intention（日语：intention (原由実の曲)）」（編曲）
- 「Rose on the breast（日语：Rose on the breast）」（作曲、編曲）

早安家族相關
- 安倍夏美
  - （編曲）
  - （編曲）

- GAM
  - （編曲）

- Berryz工房
  - （編曲）
  - （編曲）
  - （編曲）
  - 「夏 Remember you」（編曲）

- 早安少女組。
  - （編曲）

福原遙
- （編曲）
- （作曲、編曲）
- （作曲、編曲）
- （作曲、編曲）
- （作曲、編曲）
- （作曲、編曲）
- （作曲、編曲）
- （作曲、編曲）
- （作曲、編曲）
- （作曲）
- （作曲）
- （作曲）
- （作曲、編曲）
- （作曲、編曲）
- （作曲、編曲）
- （作曲、編曲）
- （作曲、編曲）
- （作曲、編曲）
- （作曲、編曲）
- （作曲、編曲）
- （作曲、編曲）
- （作曲、編曲）
- （作曲、編曲）
- （作曲、編曲）
- （作曲、編曲）
- （編曲）
- （作曲、編曲）
- （作曲、編曲）
- （作曲、編曲）
- （作曲、編曲）
- （作曲、編曲）
- （作曲、編曲）
- （作曲、編曲）
- （作曲、編曲）
- 「☆」（作曲、編曲）
- 「！」（作曲、編曲）

保志總一朗
- 「Lost my past」（作詞、作曲、編曲）

PoppinS
- 「SukiSuki☆Moon」（作曲、編曲）
- （作曲、編曲）

堀江由衣
- 「Love Countdown（日语：silky heart）」（作詞、作曲、編曲）
- 「HOLIDAY（日语：インモラリスト）」（編曲）

Mihiro
- （作曲）
- （作曲）

宮崎羽衣
- （編曲）
- 「WE LOVE YOU（日语：まもらせて…）」（作曲、編曲）
- 「Happy Toy☆.（日语：Happy Toy☆.）」（編曲）
- 「FRUITFUL WEEK（日语：Happy Toy☆.）」（作曲、編曲）

吉木理沙
- （作曲・編曲）

little by little
- 「home town（日语：悲しみをやさしさに）」（編曲）

### 動畫、遊戲歌曲
偶像大師系列
- 偶像大師SP
  - 「KisS（日语：オーバーマスター）」（作曲、編曲）
  - 「livE（日语：THE IDOLM@STER MASTER SPECIAL#02 秋月律子・双海亜美 / 真美）」（作曲、編曲）
- 偶像大師2
  - 「Tip Taps Tip（日语：THE IDOLM@STER MASTER ARTIST 2）」（編曲）
  - 「風花（日语：THE IDOLM@STER MASTER ARTIST 2#06 四条貴音）」（作詞、作曲、編曲）
- 偶像大師
  - 「CHANGE!!!!」（編曲[注 3]）
  - （作曲）
  - （作詞、作曲、編曲）
- 偶像大師 灰姑娘女孩
  - 「To my darling…（日语：THE IDOLM@STER CINDERELLA MASTER#第4弾）」（編曲）
  - 「lilac time（日语：THE IDOLM@STER CINDERELLA MASTER#第9弾）」（作詞、作曲、編曲）
- 偶像大師 百萬人演唱會！
  - 「POKER POKER（日语：THE IDOLM@STER LIVE THE@TER PERFORMANCE#05）」（作曲、編曲）

夕陽染紅的坡道
- 「Cherry pink mystery（日语：あかね色に染まる坂 キャラクターソング#綾小路華恋）」（作曲、編曲）

絕對正義VS外道少女隊
- 「SUNNY SUNNY DAY!!」（作曲、編曲）

神劍好小子
- 「Nonfiction family」（作曲、編曲）
- （作曲、編曲）

魔女之刃
- （作詞、作曲、編曲）
- 「Spring Summer, Fall」（作詞[注 4]、作曲、編曲）

烏龍麵之國的金色毛毬
- （作曲、編曲）

S.S.D.S. ～刹那的英雄～
- （編曲）

MM一族
- 「Happy Birthday, my holy day」（作曲、編曲）
- （作曲、編曲）

小松先生
- （作詞、作曲、編曲）

童話槍手小紅帽
- （作曲、編曲）

少女愛上姊姊
- （作曲、編曲）
- （作曲、編曲）

少女妖怪 石榴
- （作曲、編曲）
- （作曲、編曲）
- （作曲、編曲）
- （作曲、編曲）
- （作曲、編曲）

人家一點都不喜歡啦！
- 「Catch My Hope」（作曲、編曲）

守護貓娘緋鞠
- 「love and peace」（作曲、編曲）

加奈日記
- （作詞[注 5]、作曲、編曲）

kiss×sis
- （作詞、作曲、編曲）
- 「Happy day, Happy time」（作詞、作曲、編曲）

銀河天使 (第5期)
- （編曲）

抓狂一族
- （作曲、編曲）

Gift eternal rainbow
- 「For you, For you!!（日语：Gift 〜ギフト〜 eternal rainbow キャラクターソングミニアルバム）」（作曲、編曲）

料理偶像
- （作詞、作曲、編曲）
- （作詞、作曲、編曲）

不平衡抽籤
- 「Forget-me-not」（作詞、作曲、編曲）
- 「Water Lily」（編曲）
- 「I to You」（作曲、編曲）
- 「Heaven17girl」（作詞、作曲、編曲）

CLAYMORE
- （編曲）

K
- （作曲）
- （作曲）

手機少女
- 「Diary」（作詞、作曲、編曲）

御行者
- 「Wild Wind」（作詞、作曲、編曲）

現視研
- （編曲）

肯普法
- 「experiment（日语：けんぷファー キャラクターソングアルバム）」（作曲、編曲）

戀風
- （作曲、編曲）

極上生徒會
- （作曲、編曲）

琴浦小姐
- （作詞、作曲、編曲）

鎖鎖美小姐@不好好努力
- （作詞、作曲、編曲）
- （作詞、作曲、編曲）
- 「Happy Everyday」（作詞、作曲、編曲）
- 「VIVA 私利私欲」（作詞、作曲、編曲）
- （作詞、作曲、編曲）

絕望先生
- （作曲、編曲）
- （作曲、編曲）
- （作曲、編曲）
- （作曲、編曲）
- （作曲、編曲）
- （作曲、編曲[注 6]）

皿三昧
- （作曲）
- （作曲）

3月的獅子
- （作詞、作曲、編曲）

涼宮春日的憂鬱
- （作曲、編曲）

強襲魔女
- （作曲、編曲）
- 「falcon eyes（日语：ストライクウィッチーズ 秘め歌コレクション#1 芳佳&美緒）」（作曲、編曲）
- （作曲、編曲）
- 「Friend-Ship（日语：ストライクウィッチーズ 秘め歌コレクション#4 芳佳&リネット&ペリーヌ）」（作曲、編曲）
- 「Le ciel bleu（日语：ストライクウィッチーズ 秘め歌コレクション#4 芳佳&リネット&ペリーヌ）」（作曲、編曲）
- 「BUST UP DREAM」（作曲・編曲）

光之美少女系列
- Smile 光之美少女！
  - 「100%」（作曲、編曲）

學生會的一存
- 「Treasure（日语：生徒会の一存のディスコグラフィ#Treasure）」（作詞、作曲、編曲）

聖鬥士星矢Ω
- 「I'll be there」（作詞、作曲、編曲）

四聖獸
- （編曲）

天降之物
- 「Ring My Bell（日语：Ring My Bell (blue dropsの曲)）」（作曲、編曲）
- 「Always Smiling」（作詞、作曲、編曲）

月詠 -MOON PHASE-
- （作詞、作曲、編曲）

TSUBASA翼 -RESERVoir CHRoNiCLE-
- （作詞、作曲、編曲）

約會大作戰
- （作詞、作曲、編曲）

 純愛手札系列
- 純愛手札 Giel's Side
  - （編曲）

Dragon Collection
- （作詞、作曲、編曲）

虎與龍！
- 「ORANGE（日语：オレンジ (とらドラ!のキャラクターソング)）」（編曲）
- （作曲、編曲）
- （作曲、編曲）
- （作曲、編曲）
- （編曲）

真愛物語
- （編曲）

人魚又上鉤
- 「！」（作曲、編曲）

Vividred Operation
- 「Stray Sheep Story」（作詞、作曲、編曲）
- 「maelstrom」（作詞、作曲、編曲）

小心啊公主
- （編曲）
- （編曲）

百花繚亂 SAMURAI GIRLS
- （作曲・編曲）

雙戀系列
- 雙戀
  - 「Love balloon」（編曲）
- 雙戀 Alternative：戀愛、少女與機關槍
  - （作曲、編曲）
  - （作曲、編曲）

- 「 ～Crystal Christmas」（作曲、編曲）

迷茫管家與膽怯的我
- 「I'm a Butler！」（作曲、編曲）
- 「Flower」（作詞、作曲、編曲）

轉吧！企鵝罐
- 「ROCK OVER JAPAN」（編曲）
- 「!!」（編曲）
- 「Bad News」（編曲）
- （編曲）
- （編曲）
- 「Private Girl」（編曲）
- 「HIDE and SEEK」（編曲）
- （編曲）
- （編曲）
- 「HEROES ～」（編曲）
- 「M」（作曲、編曲）

來自深淵
- （作詞、作曲、編曲）

萌單
- （作曲、編曲）

果然我的青春戀愛喜劇搞錯了。
- 「Bright Generation」（作曲）

簡單易懂的現代魔法
- 「Classical mode」（作曲、編曲）
- 「Automatic analyzer」（作曲、編曲）

幸運☆星
- （作曲）
- （編曲）

## 劇伴作品

### 電視動畫
2008年
- 虎與龍！

2009年
- 料理偶像
- 加奈日記[3]
- 簡單易懂的現代魔法[4]

2010年
- 守護貓娘緋鞠[5]
- MM一族[6]

2011年
- 迷茫管家與膽怯的我
- 轉吧！企鵝罐

2012年
- 槍械少女!!
- 殭屍哪有那麼萌？[7]

2013年
- 鎖鎖美小姐@不好好努力
- 青春紀行

2014年
- 如果折斷她的旗[8]
- 月刊少女野崎同學

2015年
- 百合熊風暴
- 那就是聲優！
- 小松先生

2016年
- 3月的獅子
- 烏龍麵之國的金色毛毬

2017年
- 雛子的筆記[9]

2018年
- 刀使之巫女[10]
- 多田君不戀愛

2019年
- 皿三昧
- 流汗吧！健身少女

2020年
- 隱瞞之事
- 社長，戰鬥的時間到了！
- 在魔王城說晚安

2021年
- 古見同學有交流障礙症
- 因為不是真正的夥伴而被逐出勇者隊伍，流落到邊境展開慢活人生

2022年
- 永久少年 Eternal Boys

2023年
- 其實，我是最強的？

2024年
- 因為不是真正的夥伴而被逐出勇者隊伍，流落到邊境展開慢活人生
- 指尖相觸，戀戀不捨
- 前輩是偽娘

2025年
- WITCH WATCH 魔女守護者
- 全修。
- GRANDBLUE 碧藍之海

### 電視劇
2003年
- 愛的110號（日语：愛の110番）

2017年
- 千住的瘋狂少年（日语：千住クレイジーボーイズ）
- 小悅 ～昭和没用的爸爸爱情故事～（日语：悦ちゃん#NHK版（2017年））

2018年
- 從不能去學校的我到寫出「未聞花名。」、「好想大聲說出心底的話。」為止（日语：学校へ行けなかった私が「あの花」「ここさけ」を書くまで）

 2019年
- 連續電視小說 夏空

2021年
- 她很漂亮

2023年
- Mr.新娘

## 其它
- 中島美雪 (專輯)－參加音樂調整器（日语：マニピュレーター）的操作。
- 花王「柔軟劑」廣告
- 7-Eleven 無線電廣告

## 相關項目
- 涉谷系（日语：渋谷系）
- 長谷川智樹（日语：長谷川智樹）－作曲家、編曲家。並隸屬於同一家事務所。
- 川田瑠夏－作曲家、編曲家、鍵盤手。並隸屬於同一家事務所。
- R·O·N（日语：R・O・N）－作曲家、編曲家、吉他手、鍵盤手。並隸屬於同一家事務所。
- 宮崎誠（日语：宮崎誠）－作曲家、編曲家、吉他手。並隸屬於同一家事務所。

## 外部連結
- （日語）－橋本由香利的官方個人部落格。
- 橋本由香利的X（前Twitter） （日語）
- maybelle （日語）－音樂組合「maybelle」的官方網站。
- VERYGOO （页面存档备份，存于） （日語）－所屬事務所官方網站。